# Théorie de la catastrophe de Toba

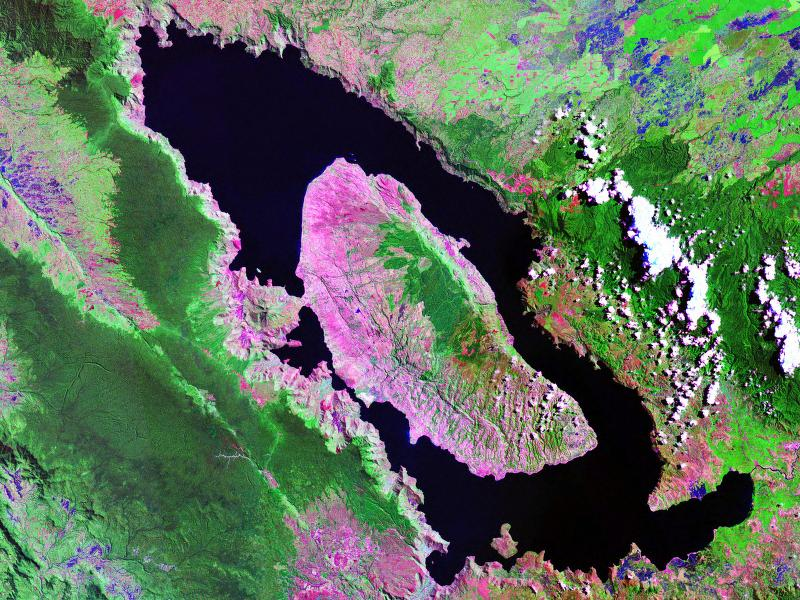
Image satellite du lac Toba.

L'éruption explosive du supervolcan Toba, survenue il y a 73 000 ± 4 000 ans sur le site actuel du lac Toba dans l'île de Sumatra (Indonésie), est la dernière et la plus importante des quatre éruptions qu'a connues ce volcan au cours du Quaternaire. Son indice d'explosivité est estimé à 8 sur l'échelle VEI, la plus haute valeur possible. La théorie de la catastrophe de Toba soutient que cet événement, d'une durée de deux semaines, causa un hiver volcanique qui dura de 6 à 10 ans suivi d'un refroidissement global s'étendant sur environ un millénaire.
En 1993, la journaliste scientifique américaine Ann Gibbons suggéra une corrélation entre l'éruption et un potentiel goulet d'étranglement de population de l'évolution humaine. Michael R. Rampino de l'université de New York et Stephen Self de l'université d'Hawaï à Mānoa apportèrent leur soutien à cette idée. En 1998, la théorie d'un goulet d'étranglement génétique causé par la super-éruption du Toba fut développée par Stanley H. Ambrose de l'université de l'Illinois à Urbana-Champaign,.

## Histoire

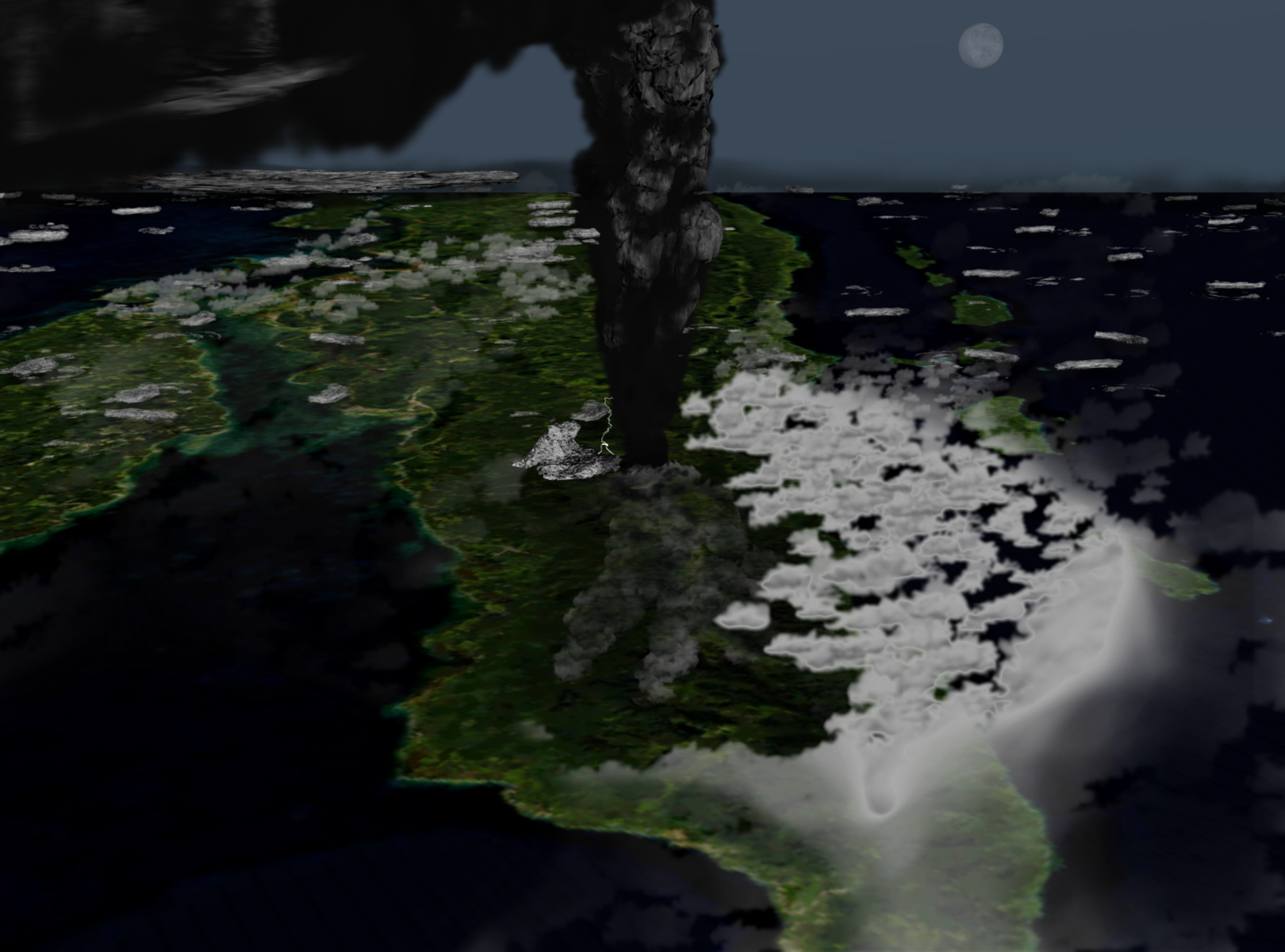
Reconstitution de ce à quoi aurait pu ressembler l'éruption du supervolcan Toba.

Les connaissances sur l'histoire humaine préhistorique, quoique largement théoriques, sont basées sur des données archéologiques et sur certaines réalités génétiques. Au cours des trois derniers millions d'années, après que la branche humaine et la branche des grands singes eurent divergé d'un même ancêtre commun, la lignée humaine a produit une variété d'espèces. Selon la théorie de la catastrophe de Toba, une gigantesque éruption volcanique a modifié le cours de l'évolution humaine par la disparition des différentes espèces d'hominidés qui existaient alors, ne laissant subsister qu'une population résiduelle de quelques milliers d'individus en Afrique orientale.
Il y a environ 75 000 ans, le volcan où se trouve actuellement la caldeira du lac Toba dans l'île de Sumatra, entra en éruption avec une force trois mille fois supérieure à celle de l'éruption du mont Saint Helens aux États-Unis en 1980. Selon le professeur Ambrose, cela entraîna une chute de la moyenne des températures d'environ 3 à 3,5 °C sur plusieurs années. Une chute globale de 3 à 3,5 °C peut conduire à une baisse de plus de 15 °C dans les régions tempérées. Ce changement brutal de l'environnement serait à l'origine de ce qui a été appelé un « goulet d'étranglement » (bottleneck) de population chez les hominidés.
Des preuves géologiques constituées par la structure unique des cendres volcaniques datées d'il y a 75 000 ans, les preuves glaciologiques (forte concentration de sulfures dans les glaces également datées à 75 000 ans) et les preuves issues de l'analyse des dépôts d'animaux marins datant de la même période, ainsi que des modélisations, accréditent la plausibilité de la théorie de la catastrophe de Toba. Des éléments génétiques comme l'étude des mitochondries suggèrent que tous les humains vivant aujourd'hui, en dépit de leur apparente variété, descendent d'un petit groupe de quelques milliers d'individus vivant en Afrique orientale. En utilisant les taux moyens de mutation génétique, certains généticiens[précision nécessaire] ont estimé que ce petit groupe vivait à une période contemporaine de la catastrophe de Toba. 
Selon cette théorie, les humains, après Toba, auraient à nouveau rayonné lorsque le climat et d'autres facteurs redevinrent favorables. Partant de l'Afrique, ils migrèrent vers l'Indochine et l'Australie et, plus tard, vers le Croissant fertile et le Moyen-Orient. Les routes migratoires créèrent des foyers de peuplement de l'homme moderne en Ouzbékistan, Afghanistan et Inde. Les divergences de couleur de peau apparurent, dues à des niveaux variés de mélanine adaptés aux variations locales de l'intensité des rayons UV. L'Europe s'est ensuite peuplée par des flux migratoires venus d'Asie centrale à la fin du dernier âge glaciaire au fur et à mesure que les conditions climatiques devenaient plus clémentes.
À l'appui de la théorie d'une « génération de Toba » et d'une origine commune relativement récente, Merritt Ruhlen postule l'unité culturelle humaine que l'on observe au travers de l'analyse des langues, des cosmogonies humaines et de ses mythes fondateurs. Toutes les langues auraient une origine commune, ce que tend à confirmer l'étude des mythes humains, où l'on retrouve des thèmes analogues, des archétypes fondant les structures morales des cultures.
À l'encontre de cette théorie, de récentes découvertes archéologiques dans le sud de l'Inde à Jwalapuram semblent montrer que l'activité humaine n'a pas été si perturbée pendant cette période. Cinq cents outils de pierre y ont été découverts, qui montrent une continuité des techniques traditionnelles avant et après la catastrophe. Les récentes analyses paléoclimatiques menées dans les sédiments du lac Malawi infirment aussi l'idée d'une catastrophe climatique durable affectant l'Afrique orientale. 
Cependant la discussion est très loin d'être tranchée, notamment à cause de difficultés à dater précisément la catastrophe et les restes fossiles ou d'outils découverts,, même si l'étude des pollens montre bien un changement de la flore, synonyme de changement climatique et/ou d'occupation humaine.

### Source
- Le supervolcan de Toba [ Mystery of the Megavolcano ], vol. 2/2, de Ben  Fox, coll. « Aux origines de l'humanité / Documentaire de géologie », 26 septembre 2006 [présentation en ligne], diffusé le 21 mars 2009 et le 24 juillet 2016 sur Arte.
- Le feu et la glace, épisode 7/8 de la série documentaire Animal Armageddon, réalisée par Jason McKinley, 2009, diffusé sur France 5, le 6 mars 2010.